# Blackview BV8000 Pro
Blackview BV8000 Pro — защищённый смартфон, выпущенный китайской компанией Blackview в 2017 году.

## Технические характеристики
- Экран: 5", IPS, 441 ppi, 1920x1080;
- Операционная система: Android 7.0 Nougat с незначительными модификациями;
- Процессор: MediaTek Helio P25 (MT6757), 4 x ARM-A53, 1.6ГГц, 4 x ARM-A53, 2,6ГГц;
- GPU: Mali T880 MP2;
- Оперативная память: 6 ГБ;
- Встроенная память: 64 ГБ, поддержка карт памяти MicroSD до 256 ГБ;
- Камеры: 16 МП (фазовый автофокус, 3-кратный зум, F/2,0), 8 МП (3-кратный зум);
- Аккумулятор: 4180 мАч, несъемный;
- Габариты: 156,2 х 79,2×13,2 мм;
- Масса: 243 г;
- Слотов SIM: 2, nano-SIM;
- Связь: GSM 850 / 900 / 1800 / 1900 МГц, UMTS 900 / 1900 / 2100 МГц, LTE Band 1, 3, 7, 9, 20, 33, 34, 38, 65, 69, Wi-Fi 802.11 a/b/g/n, 2,4 ГГц, 5 ГГц, Bluetooth 4.1, NFC, GPS (A-GPS), ГЛОНАСС, FM-радио, USB OTG;
- Датчики: акселерометр, гироскоп, магнитного поля, компас, освещенности, давления, приближения.

## Экран
Смартфон оснащён ёмкостным сенсорным экраном диагональю 5 дюймов, распознающим 10 одновременных касаний (10-точечный мультитач). Разрешение экрана составляет 1920х1080 (FullHD), отношение сторон — 16:9, разрешающая способность — 440 пикселей на дюйм (ppi). Экран способен отображать 16777216 оттенков.

## Защита
Смартфон защищён от опасных воздействий (удары, механические повреждения, вода, пыль), но не сертифицирован по стандартам. Реализовать водозащиту удалось без использования заглушек для разъёмов.
Внешний вид оценивается экспертами так:
BV8000Pro — мужское устройство, в основу дизайна которого положена чистая функциональность. Острые углы, прорезиненные вставки, крупные винты на торцах, рифление на спинке и значительный вес — 243 грамма, внушают уверенность в надежности конструкции.
Экран смартфона покрыт защитным стеклом, которое защищает его от царапин ногтями и металлическими предметами, но не может уберечь от царапин песком, поскольку кварц (компонент песка) обладает большей твёрдостью, чем стекло.

## Программное обеспечение
Смартфон оснащён операционной системой Android 7.0 Nougat, разработанной в американской компании Google. Используется прошивка со встроенными сервисами Google (жарг. Gapps). В частности, предустановлен клиент магазина приложений и мультимедийного контента Google Play, с помощью которого смартфон можно оснастить большим количеством приложений от сторонних разработчиков. Предустановлен ряд стандартных приложений: медиаплеер, многофункциональные часы, просмотрщик фотографий, FM-радио, калькулятор и другие.